# نانسي أستور

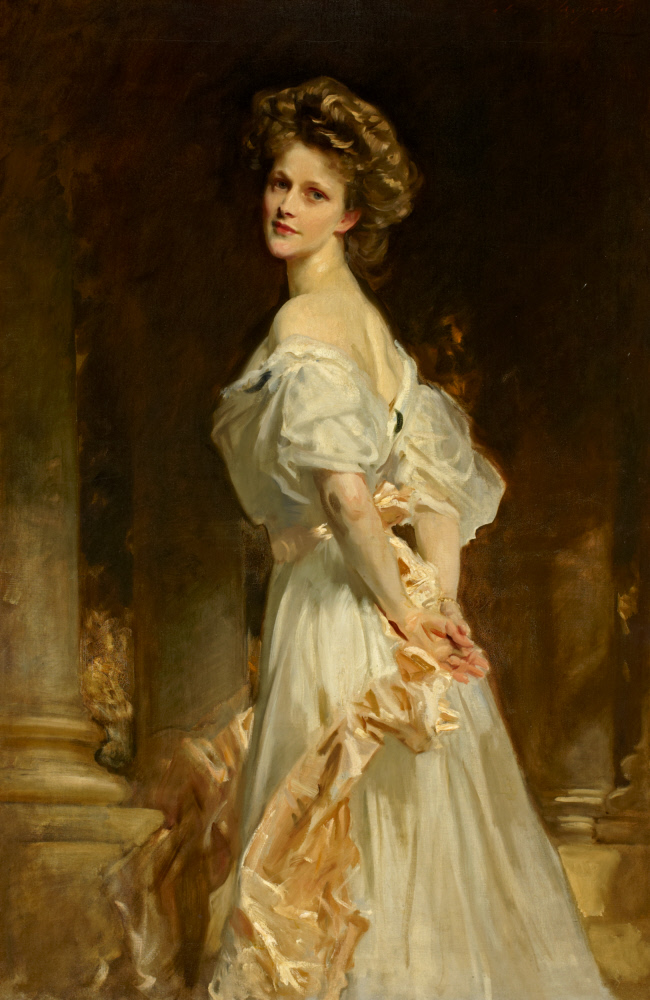
نانسي أستور

نانسي أستور (بالإنجليزية: Nancy Witcher Astor)‏ (19 مايو 1879 – 2 مايو 1964) سياسية بريطانية أمريكية المولد وثاني عضو من النساء في البرلمان، والأولى في شغل مقعدها، عملت في منصبها من عام 1919 إلى 1945. كانت كونستانس ماركيفيتش من حزب شين فين أول امرأة منتخبة في البرلمان في عام 1918، ولكنها رفضت شغل مقعدها بما يتفق مع سياسة الحزب.
نانسي مواطنة أمريكية انتقلت إلى إنجلترا وهي في سن 26 عامًا وتزوجت من والدورف أستور. تمكن والدورف من الوصول لطبقة النبلاء والانضمام إلى مجلس اللوردات، ثم دخلت زوجته عالم السياسة وفازت بمقعده السابق في بليموث في عام 1919، فأصبحت أول امرأة تُنصَّب نائبًا في مجلس عموم المملكة المتحدة. كان الأميركي روبرت غولد شاو الثاني زوجها الأول، وانفصل الزوجان بعد أربع سنوات ثم تطلقا في عام 1903. عملت في البرلمان كعضو في حزب المحافظين في دائرة بليموث سوتون حتى عام 1945، عندما أُقنعت بالتنحي عن منصبها. جذب إرث نانسي الاهتمام مؤخرًا نظرًا لآرائها المتعاطفة مع النازية.

## نشأتها
ولدت نانسي ويتشر لانغورن في منزل لانغورن الكائن في دانفيل بولاية فرجينيا. وهي ثامن طفل بين أحد عشر ولدوا لرجل أعمال سكك الحديد تشيسويل دابني لانغورن وزوجته نانسي ويتشر كين. عقب إلغاء العبودية، كافح تشيسويل لجعل عملياته مربحة، ومع الدمار الذي سببته الحرب، عاشت الأسرة في حالة من شبه الفقر لعدة سنوات قبل أن تولد نانسي. بعد مولدها، حصل والدها على وظيفة بائع تبغ في دانفيل، في مركز أوراق التبغ ومركز كبير للتسويق والتجهيز.
في عام 1874، فاز تشيسويل بعقد بناء مع شركة تشيسابيك وأوهايو ريل رود، بالاستعانة بمعارف سابقين من خدمته في الحرب الأهلية. بحلول عام 1892، وعندما كانت نانسي في سن الثالثة عشر، أعاد والدها تأسيس ثروته وبنى منزلًا كبيرًا. نقل تشيسويل لانغورن أسرته فيما بعد إلى عقار ميرادور في مقاطعة ألبمارل في فيرجينيا.
كان لنانسي لانغورن أربع شقيقات وثلاثة أشقاء ممن بقوا على قيد الحياة بعد مرحلة الطفولة. عُرفت جميع الشقيقات بجمالهن، والتحقت نانسي وشقيقتها إيرين بمدرسة إنهاء في نيويورك. التقت نانسي هناك بزوجها الأول، الاجتماعي روبرت غولد شاو الثاني، القريب الأول للعقيد روبرت غولد شاو، الذي قاد كتيبة ماساشوستس الرابعة والخمسين، وهي الوحدة الأولى في جيش الاتحاد التي تألفت من أمريكيين أفارقة. تزوجا في نيويورك في 27 أكتوبر 1897، عندما كانت تبلغ من العمر 18عامًا.
كان الزواج غير سعيد. ذكر أصدقاء شاو أن نانسي أصبحت متزمتة ومتشددة بعد الزواج، بينما ذكر أصدقاؤها أن شاو كان مدمن كحول مؤذي. أنجبا صبيًا واحدًا أثناء زواجهم الذي دام أربعة أعوام، روبرت غولد شاو الثالث (يُدعى بوبي). هجرت نانسي شاو مرات عديدة أثناء زواجهما، أولها أثناء شهر عسلهما. في عام 1903، توفيت والدة نانسي، وحصلت نانسي آنذاك على الطلاق ثم عادت إلى ميرادور لمحاولة إدارة شؤون منزل والدها، ولكنها لم تنجح في ذلك.
قامت نانسي بجولة في إنجلترا ووقعت في حبها. بما أنها كانت سعيدة هناك، اقترح والدها أن تنتقل إلى إنجلترا. عندما لاحظ ترددها، قال والدها أن هذه كانت رغبة والدتها أيضًا، واقترح أن تصطحب أختها الأصغر فيليس معها. انتقلت نانسي وفيليس إلى إنجلترا في عام 1905. تزوجت شقيقتهم الكبرى إيرين بالفنان تشارلز جيبسون وأصبحت عارضة في غيبسون غيرلز.

## وصلات خارجية
- نانسي أستور على موقع IMDb (الإنجليزية)
- نانسي أستور على موقع الموسوعة البريطانية (الإنجليزية)
- نانسي أستور على موقع مونزينجر (الألمانية)
- نانسي أستور على موقع إن إن دي بي (الإنجليزية)

فيديو عن نانسي أستور من قناة الجزيرة على يوتيوب